# Aelia Pulcheria
Aelia Pulcheria (19. januar 398/399 - 453), var datter af den østromerske kejser Arcadius og fungerede 414-416 som regent for sin bror, kejser Theodosius II, med titel af kejserinde. Hendes indflydelse på rigets ledelse fortsatte med skiftende styrke frem til hans død i 450. Efter broderens død giftede hun sig med Marcian, der på den måde blev medlem af det Theodosianske dynasti, samtidigt med at han blev kåret som kejser. Arrangementet betød også, at Pulcheria beholdt kejserindetitlen til sin død i 453.

## Opvækst
Pulcheria blev ved sin fødsel en del af det Theodosiske dynasti, der på det tidspunkt regerede over det todelte romerske rige. Hendes far Arcadius var kejser af det Østromerske rige og hans yngre bror Honorius var kejser af det Vestromerske rige. Hendes mor, Eudoxia, døde i 404, da Pulcheria var fem-seks år gammel og faderen døde i 408. På det tidspunkt var hendes bror Theodosius syv år gammel, og han blev officielt kåret som kejser. Som formynder og regent for ham fungerede den prætorianske præfekt Anthemius. Præfekten var en dygtig administrator, der fik systematiseret kornleverancerne fra provinsen Egypten, og på den militære front fik han afvist angreb fra hunneren Uldin. Han udvidede arealet for byen Konstantinopel og i 413 indledte han byggeriet af forsvarsmurene langs den nye bygrænse. De findes endnu som de Theodosianske mure, men det er Anthemius og ikke den dengang 12-årige kejser, der fortjener æren for dem.

## Regent for Theodosius
I takt med, at Theodosius voksede op, begyndte det at stå klart, at han havde arvet sin fars ubeslutsomhed og mangel på initiativ. Den unge kejser beskrives som ret charmerende, men hans hu stod mere til jagtudflugter end til fordybelse i imperiets statsanliggender. Pulcheria var lige modsat. Hun ønskede magten, og i 414 fik hun sig selv udråbt som kejserinde, og overtog den daglige ledelse af det Østromerske rige. Anthemius fortsatte på mindre betydningsfulde poster og hans efterkommere dukker op senere i rigets historie. Da Pulcheria udnævnte sig selv til regent for sin bror, aflagde hun også et kyskhedsløfte, og det samme gjorde hendes to søstre. Kirkehistorikeren Sozomenos så dette som et tegn på dyb kristentro, men der kan også have været andre årsager. Sozomenos og andre af datidens historikere skrev om hendes modvilje mod præfekten Anthemius. Som regent for Theodosius havde han forsøgt at blive en del af kejserfamilien, idet han havde foreslået ægteskab mellem Pulcheria og en af sine nære slægtninge, der havde den rette alder. Ved at afgive kyskhedsløftet kunne Pulcheria undgå at blive en brik i det dynastiske spil, og hun behøvede ikke at dele regentskabet med nogen.
Pulcheria forsøgte efter bedste evne at gøre Theodosius til en værdig repræsentant for kejserdømmet, og hans oplæring omfattede "...hvordan en kejser skal gå, og sidde på sin hest, alene eller i en procession; hvordan han skal sidde på sin trone, hvordan den kejserlige rustning og klædedragt skal bæres; og hvordan man taler med værdighed. Under ingen omstændigheder må han lade sig påvirke til høj latter ..." Men hendes gode intentioner bar ikke frugt:
| Citat | Han var fra naturens hånd venlig, elskværdig og letpåvirkelig... Han var ikke blot tossegod; han var ligegyldig, og ofte svigtede han de pligter, han havde i sit kejserriges administration. | Citat |
|       | |       |

Udover politik var Pulcheria også stærkt optaget af den kristne religion, og livet ved hoffet skiftede karakter i hendes regeringstid. Den samtidige kirkehistoriker Sozomenos skriver om Pulcheria og hendes to yngre søstre:
| Citat | De søger alle at tilbringe livet på samme måde: De er flittige til at møde frem i kirken, og de udviser stor velgørenhed overfor fremmede og fattige ... og tilbringer deres dage og nætter sammen, lovprisende Gud. | Citat |
|       | |       |

Hverdagen i det kejserlige palads omfattede også salmesang og oplæsning af bibeltekster, og der var to ugentlige fastedage. Søstrene gav desuden afkald på de luksuriøse og kostbare smykker og klædedragter, der ellers havde været båret af kejserhoffets kvinder.
Theodosius var dog ikke helt blottet for initiativ. I 420 sendte han bud efter Pulcheria, og da de mødtes, erklærede han, at det var på tide, at hun fandt en hustru til ham. Den unge kejser var meget specifik vedrørende sine ønsker:
| Citat | Jeg ønsker, at du skal finde en ung pige til mig, meget, meget attraktiv; den smukkeste, der nogensinde er set i Konstantinopel, af kongelig eller adelig familie. Og hvis hun ikke er vidunderlig smuk, så har jeg ikke brug for hende, uanset hvor værdig, kongelig eller rig hun må være. Men uanset hvem, hendes far var: Hvis hun er jomfru og ualmindelig skøn at skue, så tager jeg hende. | Citat |
|       | |       |

Pulcheria påtog sig opgaven og fandt Athenais, en særdeles smuk og veluddannet ung kvinde fra Athen. Athenais var netop kommet til Konstantinopel, og hun havde henvendt sig til hoffet for at få støtte i en arvestrid mod sine brødre. Hendes skønhed og smukke græske sprog gjorde indtryk på Pulcheria, og hun præsenterede den unge kvinde for Theodosius. Kejseren forelskede sig på stedet, og efter at Athenais var blevet oplært i den kristne tro, blev der planlagt bryllup, som fandt sted 7. juni 421. Athenais blev ved hoffet herefter omtalt som Eudocia, og 2. januar 423 - efter at hun havde født kejserparrets første barn, Eudoxia - blev hun ophøjet til kejserinde. Hendes stjerne var stigende, og Pulcheria måtte se i øjnene, at der var kommet en konkurrent til at påvirke kejserens beslutninger.
Moderne historikere har set med nogen skepsis på beretningen om Pulcherias udvælgelse af Eudocia. Kenneth Holum skriver således, at den unge kvinde snarere var kandidat for et "græsk" parti af adelige og intellektuelle i opposition til Pulcheria. Han argumenterer for, at Eudocias brødre formentlig allerede havde fremtrædende stillinger, da hun blev præsenteret for kejseren, og at Pulcherias rival Anthemius også havde en finger med i spillet. Som effekt af denne fraktions succes anfører Holum blandt andet, at Athemius svigersøn Procopius i 422 blev udnævnt til øverstkommanderende for hæren i øst (Magister militium per Orientem), og at der i 423 blev gennemført en lovgivning, der bekyttede jøder og "hedninge", så længe de "levede fredeligt og ikke foretog sig noget uordentligt eller ulovligt". Den mislykkede offensiv mod perserne i 421 var med til at svække Pulcheria, som havde advokeret for en krig mod Bahram 5., og det blev Procopius, der fik stabiliseret situationen, så der i 422 kunne forhandles en fred, der genetablerede situationen før krigen.
Eudocia og hoffets øverste embedsmand, eunukken Chrysaphius, fik overbevist Theodosius om, at han skulle lytte mindre til sin søster og mere til sin hustru. Resultatet blev, at Pulcheria flyttede fra kejserpaladset og slog sig ned i forstaden Hebdomon, godt 10 km vest for Konstantinopels centrum. Herefter hører man mest om hende i relation til kirkelige emner og stridigheder - men dem var der til gengæld også en del af. Kejserinde Eudocia fik to døtre og en søn, men sønnen døde som spæd, og kejserriget stod uden arving. I mellemtiden arbejdede Pulcheria videre for at få sin indflydelse tilbage, og det endte med et brud mellem kejseren og hans hustru. Eudocia drog i 443 til Jerusalem, hvor hun blev til sin død i 460.

## Kejserinde
I juli 450 - på en af sine jagtture - faldt kejser Theodosius af sin hest og blev så hårdt kvæstet, at han døde to dage senere. Som tidligere nævnt havde han ingen mandlige arvinger, og hans ugifte søstre var (naturligvis) barnløse, så der var ingen oplagt kandidat til kejsertronen. Pulcheria trådte igen i karakter og overtog magten, og historikerne regner med, at hun påtog sig opgaven med at arrangere de ceremonier, der skulle finde sted i forbindelse med kejserens begravelse. Det kunne imidlertid ikke komme på tale, at en kvinde stod som officiel enehersker i riget, så der var brug for en kejser. Valget faldt på Marcian, der var professionel soldat. Han var født i beskedne kår, men var avanceret til at blive chef for den kejserlige garde og var desuden blevet senator. Marcian måtte love at respektere Pulcherias kyskhedsløfte, og brylluppet blev holdt i august 450. For at lukke munden på kritikere af dette ret uortodokse ægteskabsarrangement, udsendte kirken en erklæring om, at "Kristus selv støttede formælingen, og at den derfor hverken burde udløse chok eller uberettigede mistanker."
I Pulcherias tid som kejserinde blev der sat et foreløbigt punktum for en af de kirkelige tvister om tolkningen af gudsbegrebet. Konstantinopels ærkebiskop, Nestorius, havde siden sin udnævnelse i 428 fundet gehør for et gudsbegreb med to tilstande for den genfødte Kristus, som henholdsvis menneskelig og guddommelig. Det betød efter hans mening, at Jomfru Maria skulle omtales som Christotokos (Den, der bærer (føder) Kristus) og ikke Theotokos (Den, der bærer Gud). Kejser Theodosius støttede i første omgang Nestorius, men ved kirkemødet i Efesus i 431 blev denne tolkning fordømt. Pulcheria havde hele tiden hyldet Theotokos-begrebet, og havde derfor været på kant med Nestorius. Nu fik hun overbevist kejseren, og Nestorius blev afsat fra sit embede og senere forvist til en fjern udkant af riget. Derefter støttede hele kejserfamilien Theotokos-begrebet, hvor Kristus var menneskelig og guddommelig på samme tid. Striden om, hvordan Kristus skulle opfattes, ulmede imidlertid videre. Abbeden Eutyches fra Konstantinopel prædikede, at Kristus udelukkende var guddommelig og denne monofysitisme blev fordømt på et kirkemøde i Chalkedon i 451. Mødet resulterede i en revideret trosbekendelse, der blev basis for den kristne kirke i de følgende århundreder.

## Eftermæle
Pulcheria døde i 453, og i kraft af det store velgørenhedsarbejde, hun havde udført, blev hendes minde æret blandt Konstantinopels befolkning. Sozomenos skrev ligefrem, at det ville føre for vidt at beskrive alle de kirker, Pulcheria havde fået bygget, foruden alle hospitalerne og herbergerne for de fattige. Velgørenheden fortsatte efter hendes død, idet Pulcheria i sit testamente havde bestemt, at hendes formue skulle deles ud blandt de fattige. Kirken ophøjede hende til helgen, og flere hundrede år senere kunne man stadig opleve Konstantinopels befolkning fejre hendes minde en gang om året, den 10. september.